# クワレ (カウンティ)
クワレ（スワヒリ語: Wilaya ya Kwale、英語: Kwale County）はケニア南東部の(旧)海岸州南東部のカウンティ。
中心都市はクワレで、最大都市はウクンダ。
2009年の人口は64万9931人。

## 人口
- 1979年8月24日：28万8363人
- 1989年8月24日：38万3053人
- 1999年8月24日：49万6133人
- 2009年8月24日：64万9931人[2]

## 地理
- 北：キリフィ
- 北東：モンバサ
- 東～南東：インド洋
- 南～南西：タンザニア・タンガ州
- 西：タンザニア・キリマンジャロ州
- 北西：タイタ＝タヴェタ

## 名所
- ディアニ海岸（英語版）
- シンバヒルズ国立保護区
- ムワルガンジェ象保護区（英語版）

## 都市
- ウクンダ（英語版）：6.3万人
- クワレ：2.8万人
- ムサンブウェニ（英語版）：1.2万人
- ルンガ・ルンガ（英語版）